# باز گالاپاگوس
باز گالاپاگوس یا سارگپه گالاپاگوس (نام علمی: Buteo galapagoensis) نام یک گونه از سرده سارگپه است.